# Yem
Yem är en liyu woreda (ett speciellt distrikt) i Etiopien.   Den ligger i regionen Ye Debub Biheroch Bihereseboch na Hizboch, i den centrala delen av landet, 190 km sydväst om huvudstaden Addis Abeba. Antalet invånare är 80 687.